# うしかい座BL星
うしかい座BL星（うしかいざSXせい、BL Boötis、BL Boo）は、地球から見てうしかい座の方向に見える脈動変光星。ヘルツシュプルング・ラッセル図 （HR図）上で古典的セファイドとII型セファイドの中間に位置する「うしかい座BL型変光星」 (BL Boötis type, BL Boötis variable, 略称BLBOO) 」のプロトタイプとされる。

## 特徴
うしかい座の球状星団NGC 5466のメンバーと考えられており、星団の中心から約4分の位置にある。MK分類の光度階級では「V」と主系列星のように表されるが、主系列星ではないと考えられている。サイズや光度は水平分枝星に匹敵するが、質量はさらに大きい。金属量が極めて低い中年期の星、または古い連星が合体して生まれた星のいずれかと考えられている。0.821301日の周期で14.43等から15.10等の振幅で変光する。脈動の主要なモードは第1陪音モードと見られている。
この星は、「うしかい座BL型変光星」あるいは「anomalous Cepheid」として知られる非常に珍しい変光星のプロトタイプとされている。これらの星は、セファイドと幾分似ているが、変光周期と光度はセファイドの周期-光度関係には従っていない。変光周期はこと座RR型変光星のサブタイプ「RRab」に似ているものの、RRabに比べてはるかに明るい。金属量は非常に少なく、質量は1.5太陽質量 (M☉) 程度とされる。
1961年に旧ソ連の天文学者 Nikolaĭ Efimovich Kurochkin によって初めてその変光が記録され、BL Boötisという符号が付けられた。Kurochkinは食変光星と考えていたが、1971年に T.I. Gryzunova によって脈動変光星のこと座RR型変光星に再分類された。1976年、Robert Zinn は、この星がNGC 5466のメンバーであることを確認し、星団に属する変光星として「V19」という名前を付けた。彼は、この星がこと座RR型変光星としては青すぎることに気がついた。1982年、Zinnはこの星の質量を太陽の約1.56倍、光度を約278倍と推定した。スペクトルはK線に基づいてA2-3の主系列星と、水素線に基づいてA9-F0の主系列星と比較された。この食い違いは、金属量が太陽の約100分の1と強く欠乏していることによって生じたものとされる。